# Musée de l'ancien Izumo

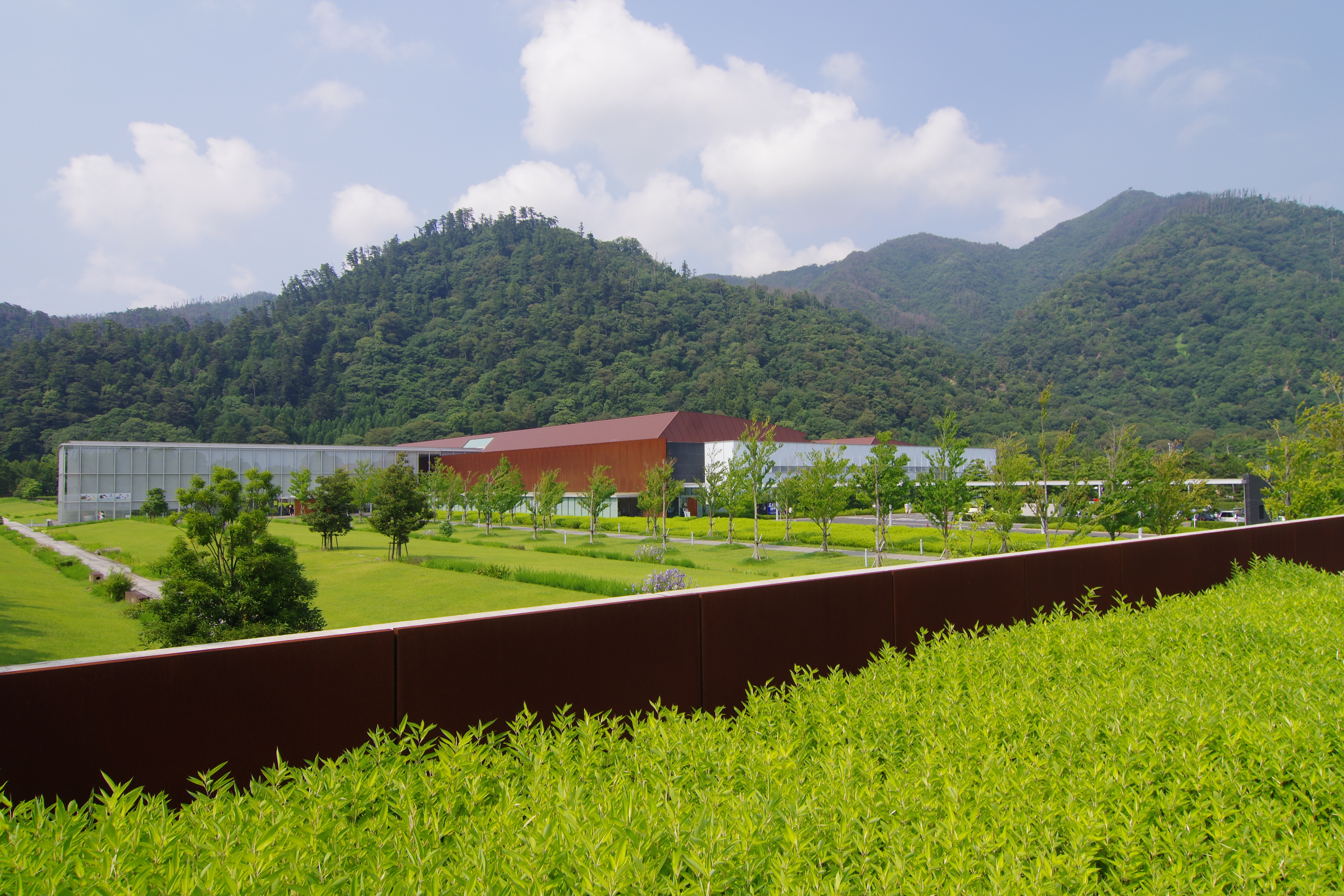
Shimane Museum of Ancient Izumo

Le musée de l'ancien Izumo (島根県立古代出雲歴史博物館, Shimane kenritsu kodai Izumo rekishi hakubutsukan) est inauguré à Izumo, préfecture de Shimane au Japon en 2007.
La construction s'achève en mars 2006. La conception, due à l'architecte Fumihiko Maki, renvoie à l'important acier tataral local.
La collection permanente est consacrée au Izumo-taisha, à Izumo Fudoki, et à des objets de bronze de la période Kofun - dont des trésors nationaux en provenance du site de Kojindani - ainsi qu'à l'histoire et à la vie quotidienne à Shimane.